# Larry Fong
Lawrence Arthur Fong (* 19. Juli 1960 in Los Angeles, Kalifornien) ist ein US-amerikanischer Kameramann.

## Leben
Fong studierte an der University of California, Los Angeles. Eigentlich war es sein Ansinnen, das dortige Filmprogramm zu absolvieren, allerdings wurde er aus dem Studium entfernt, weshalb er seinen Abschluss im Bereich Linguistik machte. Später besuchte er das Art Center College of Design in Pasadena. Seine ersten Arbeiten als Kameramann waren Musikvideos sowie Fernsehwerbung.
1992 arbeitete er unter anderem mit Prince zusammen und war als Kameramann zu dessen Musikvideo zu Willing and Able aus dem Album Diamonds and Pearls tätig. Im gleichen Jahr war Fong an einigen Folgen von Foxy Fantasies beteiligt. Ab Ende der 1990er Jahre folgten einige weitere Film- und Fernsehproduktionen. Aber erst mit seinem Engagement bei der Fernsehserie Lost in den Jahren 2004/2005 nahm seine Tätigkeit an Fahrt auf. 2006 arbeitete Fong an dem Film 300 mit. Seither ist er als Kameramann eng dem Regisseur Zack Snyder verbunden.

## Filmografie (Auswahl)
- 2004–2005: Lost (Fernsehserie)
- 2006: 300
- 2009: Watchmen – Die Wächter (Watchmen)
- 2011: Sucker Punch
- 2011: Super 8
- 2013: Die Unfassbaren – Now You See Me (Now You See Me)
- 2016: Batman v Superman: Dawn of Justice
- 2017: Kong: Skull Island
- 2018: Predator – Upgrade (The Predator)
- 2019: Battle at Big Rock (Kurzfilm)
- 2021: The Tomorrow War
- 2022: Chip und Chap: Die Ritter des Rechts (Chip 'n' Dale: Rescue Rangers)
- 2024: Damsel
- 2025: Death of a Unicorn